# بولاشاق
برنامج بولاشاق (بالكازاخية: Болашақ стипендиясы)، هي منحة دراسية تُمنح للطلاب ذوي الأداء العالي من كازاخستان للدراسة في الخارج مع دفع كافة المصاريف شريطة أن يعودوا إلى كازاخستان للعمل لمدة خمس سنوات على الأقل بعد التخرج. منذ تفعيله في عام 1993، حصل أكثر من 10000 طالب على المنحة الدراسية. يسافر معظم هؤلاء الطلاب للدراسة في الولايات المتحدة بينما يذهب البعض الآخر لدول أخرى.

## طالع أيضًا
- بعثة دراسية
- منحة دراسية
- التعليم في الكويت#البعثات والمنح الدراسية

## روابط خارجية
- Bolashak scholarships, British Council[وصلة مكسورة]
- Center for International Programs
- Bolashak Students' Forum
- Bolashak student`s testimonials: Questions&Answers, HowTo
- Bolashak students at MIT - Massachusetts Institute of Technology
- Bolashak students about Kazakhstan